# Adalberto Román
Adalberto Román Benítez (Yhú, Caaguazú, Paraguay; 11 de abril de 1987) es un exfutbolista paraguayo. Jugaba de defensa y pasó gran parte de su carrera en el Club Libertad; jugó además en el River Plate y el Palmeiras. A nivel internacional, disputó tres encuentros con la selección de Paraguay entre 2009 y 2012. Su último club fue el Sportivo San Lorenzo, en 2019 y anunciado su retiro en 2020.

## Trayectoria

### Libertad
Román debutó en Primera División el 23 de abril de 2006 jugando para Libertad, por la 14.ª fecha del Torneo Apertura frente al 12 de Octubre. Precisamente en ese mismo encuentro anotó su primer gol. Más tarde con el equipo albinegro ganó 4 títulos de campeón absoluto entre 2006 y 2008, disputando 84 encuentros y marcando 10 tantos. También acumula experiencia internacional logrando su mejor participación en la Copa Libertadores 2010 en la que convirtió tres goles y llegó con su equipo hasta los cuartos de final del torneo.

### River Plate
En 2010, el propio presidente del club argentino River Plate, Daniel Passarella, decidió viajar a Paraguay para finiquitar personalmente la negociación comprando el 100% del pase de Adalberto, por un monto de U$S 3.600.000. Hizo su estreno el 29 de agosto del mismo año ante Argentinos Juniors, por la fecha 4 del Torneo Apertura, cumpliendo una buena actuación. Anotó su primer gol poco más de un mes después durante la novena jornada del Torneo Apertura para el empate en dos tantos de su equipo ante Banfield. En la fecha 16 mete el gol de la victoria frente a Olimpo. En el cierre del campeonato volvió a convertir en la goleada 4 a 1 frente a Lanús, marcando el segundo tanto, luego de haber cometido un penal.
En el marco de una situación sin precedentes para el club riverplatense, y, pese a realizar una buena temporada, el equipo termina disputando la Promoción. En el partido de ida, Adalberto cometió un grotesco como alevoso y claro penal con la mano, que posibilitó la conversión de Mansanelli de Belgrano. Esta desatención provocó la reprobación de toda la hinchada millonaria, lo que generó la irrupción de hinchas al campo de juego, agrediendo al jugador. River Plate finalmente pierde la categoría el domingo 26 de junio de 2011, en el empate 1-1. Se generó una fuerte presión alrededor del jugador, y el entrenador Matías Almeyda decidió darle la oportunidad a otros jugadores de entrar al primer equipo, quedando Román fuera del banco de suplentes a lo largo del torneo. Finalmente vuelve a la titularidad el día 13 de noviembre de 2011 ante Atlético Tucumán, donde redondea una terrible actuación y es reemplazado en el entretiempo por Alexis Ferrero.

### Palmeiras
En enero de 2012 es cedido a préstamo al Palmeiras del Campeonato Brasileño de Serie A, dirigido por Luiz Felipe Scolari; con el que terminaría descendiendo a Serie B el 18 de noviembre de 2012 por una mala campaña y resultados adversos. Al estar involucrado con el descenso del Palmeiras y de River se ganó el apodo de Mr.Descenso. Pero a pesar de las críticas y del descenso conseguiría ganar la Copa de Brasil 2012 al ganarle a Coritiba en la final el cual le sirvió para clasificar a la Copa Libertadores 2013.

### Regreso a River Plate
Tras finalizar su préstamo con el Palmeiras, el director técnico de River Plate Ramón Ángel Díaz decide que lo tendrá en cuenta de cara al Torneo Final.
En el primer amistoso de Verano 2013 contra Boca Juniors, el defensor tuvo una muy buena actuación, siendo una de las figuras del partido.

### Sportivo San Lorenzo y Retiro Profesional
El 3 de enero de 2019 firmó el contrato con el ascendido Club Sportivo San Lorenzo, popular club del Departamento Central, el "Rayadito", donde se retiró profesionalmente al finalizar la temporada para dedicarse a la ganadería, en su natal en Paraguarí, asentándose en La Colmena.

### Vuelta al Fútbol
Tras terminar su vínculo en 2019 con San Lorenzo, en 2020 acuerda con el Atyrá para disputar la División Intermedia en esa temporada. Pero la misma quedó suspendida en principio por la Cuarentena y finalmente cancelada, sumado a la falta de entrenamiento durante el parate del fútbol, decidió ponerle punto final a su carrera deportiva en 2020. En 2022 recibió un ofrecimiento de Deportivo La Colmena de la Liga Acahayense, Departamento de Paraguarí, Paraguay.

## Selección nacional
Ha sido internacional con la Selección de fútbol de Paraguay. Debutó en un partido amistoso, bajo las órdenes de Gerardo Martino, el 4 de noviembre de 2009 ante Chile.

## Clubes
| Club                 | País      | Año       | PJ | Goles |
| -------------------- | --------- | --------- | -- | ----- |
| Libertad             | Paraguay  | 2005-2010 | 46 | 8     |
| River Plate          | Argentina | 2010-2011 | 35 | 3     |
| Palmeiras (cedido)   | Brasil    | 2012      | 16 | 1     |
| River Plate          | Argentina | 2013      | 4  | 0     |
| Libertad             | Paraguay  | 2014-2018 | 99 | 1     |
| Cerro Porteño        | Paraguay  | 2018      | 3  | 0     |
| Sportivo San Lorenzo | Paraguay  | 2019      | 19 | 1     |

## Palmarés

### Títulos nacionales
| Título           | Club      | País     | Año    |
| ---------------- | --------- | -------- | ------ |
| Primera División | Libertad  | Paraguay | 2006   |
| Primera División | Libertad  | Paraguay | 2007   |
| Primera División | Libertad  | Paraguay | A-2008 |
| Primera División | Libertad  | Paraguay | C-2008 |
| Copa de Brasil   | Palmeiras | Brasil   | 2012   |
| Primera División | Libertad  | Paraguay | A-2014 |
| Primera División | Libertad  | Paraguay | C-2014 |
| Primera División | Libertad  | Paraguay | A-2016 |
| Primera División | Libertad  | Paraguay | A-2017 |